# إيميت ر. هيكس
إيميت ر. هيكس (بالإنجليزية: Emmett R. Hicks)‏ هو محامي وسياسي أمريكي، ولد في 1854، وتوفي في 1925. حزبياً، نشط في الحزب الجمهوري.